# Usedlost čp. 27 v Břevnově
Usedlost čp. 27 v Břevnově v Praze je zaniklá usedlost, která stála v centru obce na bývalé návsi. V letech 1958–1974 byla chráněna jako nemovitá kulturní památka České republiky.

## Historie
Usedlost staršího data výstavby měla ve štítu letopočet 1828. V roce 1975 bylo upuštěno od památkové ochrany (společně se sousedním čp. 28) a poté byla usedlost zbořena při výstavbě v okolí.

## Popis
Patrová stavba byla do návsi obrácená delší stranou; štít měla s polovalbou. Fasádu členily lisenové rámce a okna rámovaly šambrány s uchy. Přízemní místnosti byly zaklenuty plackami.
Vedle obytného domu vlevo ústila do dvora brána zaklenutá polokruhem.